# Mulazzo
Mulazzo é uma comuna italiana da região da Toscana, província de Massa-Carrara, com cerca de 2.564 habitantes. Estende-se por uma área de 62 km², tendo uma densidade populacional de 41 hab/km². Faz fronteira com Calice al Cornoviglio (SP), Filattiera, Pontremoli, Rocchetta di Vara (SP), Tresana, Villafranca in Lunigiana, Zeri.

## Demografia
| Variação demográfica do município entre 1861 e 2011                               |
|                                                                                   |
| Fonte: Istituto Nazionale di Statistica (ISTAT) - Elaboração gráfica da Wikipedia |